# Mr. Whiskey
A Mr. Whiskey (eredeti cím: Whiskey Cavalier) 2019-ben bemutatott amerikai televíziós sorozat. A műsor alkotója David Hemingson, a sorozat pedig a "Mr. Whiskey" kódnév alatt dolgozó FBI-ügynök, Will Chase kalandjait követi, aki egy csapattal óvja a világot. A főszereplőt Scott Foley alakítja, mellette szerepel még többek közt Lauren Cohan, Ana Ortiz, Tyler James Williams és Vir Das.
A sorozatot az Amerikai Egyesült Államokban az ABC adta 2019. február 24. és 2019. május 22. között, Magyarországon az RTL Klub mutatta be 2019. június 12-én.

## Cselekmény
A film főszereplője a "Mr. Whiskey" kódnévre hallgató Will Chase, aki az FBI kötelékében szolgál és aki épp egy szakítást próbál feldolgozni. Will hamarosan egy csapatot kezd vezetni a CIA-ügynök Frankie Trowbridge-dzsel közösen, aminek célja a világ megmentése. A csapat tagja még a profilozó Susan, a CIA-ügynök Jai, az NSA-elemző Edgar és a különleges ügynök Ray.

## Szereplők
| Szereplő                       | Színész              | Magyar hang    |
| ------------------------------ | -------------------- | -------------- |
| Will Chase                     | Scott Foley          | Schmied Zoltán |
| Francesca "Frankie" Trowbridge | Lauren Cohan         | Solecki Janka  |
| Dr. Susan Sampson              | Ana Ortiz            | Ősi Ildikó     |
| Edgar Standish                 | Tyler James Williams | Szatory Dávid  |
| Jai Datta                      | Vir Das              | Tóth Barnabás  |
| Ray Prince                     | Josh Hopkins         | Kautzky Armand |

## Epizódok
| Sor. | Év. | Cím                                                               | Rendező                  | Író                          | Premier                            | Nézettség        | Gyártási szám |
| --- | --- | ----------------------------------------------------------------- | ------------------------ | ---------------------------- | ---------------------------------- | ---------------- | ------------- |
| 1. | 1.  | A nagy csapat (Pilot)                                             | Peter Atencio            | David Hemingson              | 2019. február 24. 2019. június 12. | 4,70 millió n.a. | 101           |
| Will Chase, az FBI európai ügynöke azt a feladatot kapja, hogy keressen meg egy hackert, aki feltörte az Igazságügyi Minisztérium szerverét. Edgart az oroszok időközben elfogják, így Will-nek kell kiszabadítania. Ezzel párhuzamosan Willnek sikerül megakadályozni az Ebola-vírus eladását, és hazafelé jövet belebotlik a Frankie-be, a CIA-ügynökbe, aki szintén Edgart a akarja elkapni. |     |                                                                   |                          |                              |                                    |                  |               |
| 2. | 2.  | Prágából szeretettel (The Czech List)                             | Peter Atencio            | Adam Sztykiel                | 2019. március 6. 2019. június 12.  | 5,31 millió n.a. | 102           |
| Stavros Pappas, a milliárdos bűnöző titkos füzetét kell megszerezni egy prágai széfből, melyben számos bűnszövetkezet és terrorista sejt tagjairól vannak adatok. A füzet gazdáját azonban egy bérgyilkos megöli, ami új helyzet elé állítja a csapatot. A trezort ugyanis egy retinaszkenner védi, melynek kinyitásához Stavros és megözvegyült feleségének a retinaképletére is szükség van. |     |                                                                   |                          |                              |                                    |                  |               |
| 3. | 3.  | Olasz meló (When in Rome)                                         | Peter Atencio            | David Hemingson              | 2019. március 13. 2019. június 19. | 3,75 millió n.a. | 103           |
| A csapatnak ezúttal Rómában kell ártalmatlanítania egy újfasiszta vezetőt, Luca Crudele-t. A vezér merényletre készül a bevándorlók ellen, méghozzá egy tömegpusztító fegyverrel. Egy amerikai tudós segítségével bombát épít, amit egy felvonulás során akar felrobbantani. Ezrek élete múlik azon, hogy a náci vezér mellett a bombát is meg mihamarabb megtalálják. |     |                                                                   |                          |                              |                                    |                  |               |
| 4. | 4.  | Francia meló (Mrs. & Mr. Trowbridge)                              | Romeo Tirone             | Sheri Elwood                 | 2019. március 20. 2019. június 19. | 3,67 millió n.a. | 104           |
| A csapat Franciaországba indul bevetésre, ahol a célszemély Zimbrian, a román tábornok, aki ideggázzal akar hatalmat szerezni magának. Az akció előtt azonban még részt vesz a lánya Provence-i esküvőjén. Will azt tervezi, hogy az esküvőn fogják el a tábornokot. A probléma az, hogy Zimbrian álcázza magát az esküvőn, ami alaposan megnehezíti az elfogását. |     |                                                                   |                          |                              |                                    |                  |               |
| 5. | 5.  | Angol meló (The English Job)                                      | Amanda Marsalis          | Rick Muirragui               | 2019. március 27. 2019. június 26. | 2,96 millió n.a. | 105           |
| A csapat egy félresikerült budapesti bevetés után Londonban megy, hogy segítsen az MI6-nek egy nyomozásban. Angliában sorozatos betöréses rablások történnek, melynek elszenvedői kivétel nélkül politikusok. Egy esetben azonban egy amerikai diplomata is áldozatul esik, ezért is kívánatos a csapat jelenléte. Ahogy jobban beleássák magukat az ügybe, kiderítik, hogy a támadások mögött egy Tröszt nevű titokzatos szervezet áll, vélhetően azzal a céllal, hogy megdöntsék a monarchia intézményét, melyhez a királyi családot sem restek feláldozni.                                        |     |                                                                   |                          |                              |                                    |                  |               |
| 6. | 6.  | Öt kém meg egy kicsi (Five Spies and a Baby)                      | Michael Spiller          | Dean Lopata                  | 2019. április 3. 2019. június 26.  | 3,12 millió n.a. | 106           |
| A csapat Bulgáriába megy bevetésre. Egy ottani korrupt rendőr (Vladimir Koslov) után nyomoznak, aki kábítószer és embercsempész. Akció közben egy kisbaba is a csapathoz kerül, akit Vladimir szintén elraboltatott és el akarna adni. A feladat leleplezni a bűnszervezetét, őt pedig bíróság elé állítani többek között az emberi jogok megsértéséért. A csapatnak a bevetés során egy segítője is akad. Tina, a beépített CIA-ügynök, és Emma az MI6 ügynöke is színre lép. Meglátogatja Will-t a közelgő születésnapja alkalmából, és egyre inkább úgy tűnik, hogy egy párt szeretnének alkotni. |     |                                                                   |                          |                              |                                    |                  |               |
| 7. | 7.  | Spanyol karaván (Spain, Trains and Automobiles)                   | Matthew A. Cherry        | Amy Pocha & Seth Cohen       | 2019. április 10. 2019. július 3.  | 3,12 millió n.a. | 107           |
| A csapatot ezúttal Spanyolországba küldik, Will egy volt katonatársának (Jimmy) a nyomába, akit azért kell gyorsan elfogni, mert eltulajdonított egy plutónium magot, és az hamarosan rossz kézbe kerülne, miután eladja. Újra feltűnik Tina Marek a CIA-tól, aki iránt Standish egyre inkább vonzódik. Susan és a többiek segítségét kéri meghódítani a lányt. De ez a bevetés elsőre nem zárul sikeresen. |     |                                                                   |                          |                              |                                    |                  |               |
| 8. | 8.  | Egy veszedelmes elme vallomásai (Confessions of a Dangerous Mind) | Jon East                 | Jameel Saleem                | 2019. április 17. 2019. július 3.  | 2,85 millió n.a. | 108           |
| Egy ügy kapcsán felbukkan Will egykor főnöke, Alex Ollerman, akit mindenki halottnak hitt. A férfiről kiderül, hogy komoly szerepet vállal egy Tröszt nevezetű szervezet kötelékében, amelynek feltett szándéka elhozni a világvégét a bolygóra. Tennék ezt különféle merényletekkel, melyeknek létjogosultsága miatt Will és a csapata azt a feladatot kapja, hogy kísérje az Államokba a Franciaországban raboskodó Ollermant és szedjenek ki belőle minél több információt a tervezett terrorcselekményekről. Mindeközben Kémkarácsonyt is tartanak az ügynökségnél.                              |     |                                                                   |                          |                              |                                    |                  |               |
| 9. | 9.  | Tiszta szívvel (Hearts & Minds)                                   | Jon East                 | Adam Higgs                   | 2019. április 24. 2019. július 10. | 2,54 millió n.a. | 109           |
| A csapatnak ezúttal egy nemzetközi szervdonor-kereskedővel kell felvennie a harcot Ukrajnában. Standish egy veszélyes bűnöző bőrébe bújik, ám az akció rosszul indul, mert Willt az ellenséges banda túszul ejti, és így az ő szerveit is értékesítenék. A csapatnak annyi ideje van kimenekíteni Willt a fogságból, amíg Standish álcája még él. Ezért úgy intézik, hogy papíron Standish kaphassa meg Will szívét. |     |                                                                   |                          |                              |                                    |                  |               |
| 10. | 10. | Vendetta (Személyes ügy) (Good Will Hunting)                      | Romeo Tirone             | Erica Batty                  | 2019. május 1. 2019. július 10.    | 2,72 millió n.a. | 110           |
| Emma, az MI6 ügynöke és egyben Will barátnője új feladatot kap. A Tröszt egyik feltételezett emberéről kell bizonyítékokat gyűjtenie, ám a megfigyelés során megölik. A csapat azonnal elindul, hogy felkutassa a gyilkosát. Will különösen nagy indulattal teszi mindezt, már-már bosszúra esküdve. A társainak tehát nem csak a feladattal kell megbirkózniuk, hanem az Will csillapításával is. Mindkettő egyre nehezebbé válik, amikor kiderül, hogy a szálak ismét Ollerman-hez vezetnek. |     |                                                                   |                          |                              |                                    |                  |               |
| 11. | 11. | Kimenekítés (Nehéz az iskolatáska) (College Confidential)         | Rob Bailey               | Kelsey Murray & Helen Berger | 2019. május 8. 2019. július 17.    | 2,43 millió n.a. | 111           |
| A csapat zöme a Bukaresti Tudományi Egyetemen kap vendégprofesszori címet, hogy egy ott tanuló ázsiai diákot megvédjenek. A tanuló kutatásaira ugyanis a kormánya le akar csapni, hogy a tervei alapján nagy hatótávú fegyvereket gyártsanak. Standish az akció kulcsfigurája, miután őt, mint diákot delegálják, méghozzá azzal a céllal, hogy férkőzzön Yong bizalmába, és vegye rá a kutatásai átadására. |     |                                                                   |                          |                              |                                    |                  |               |
| 12. | 12. | Kettőt egy csapásra (Two of a Kind)                               | Daisy von Scherler Mayer | Ashley Darnall               | 2019. május 15. 2019. július 17.   | 2,54 millió n.a. | 112           |
| A csapatnak egy connecticuti drogbárót kell semlegesítenie, akinek az egyik kapcsolata Frankie egykori nevelőanyjának a férje, Daniel Lou. Frankie régi kapcsolatát felhasználva akarnak Daniel közelébe és bizalmába férkőzni. Csakhogy Frankie hosszú ideje nem találkozott a nevelőapjával, ezért váratlanul éri, amikor kiderül, hogy nevelőapja a keresett drogbáró. |     |                                                                   |                          |                              |                                    |                  |               |
| 13. | 13. | Veszélyes pénz (Czech Mate)                                       | Peter Atencio            | David Hemingson              | 2019. május 22. 2019. július 24.   | 3,64 millió n.a. | 113           |
| A csapat ismét Prágába utazik Alex Ollerman megbízásából, hogy véget vessenek a zsarolásnak Ray halála miatt. Feladatuk megszerezni az orosz pénzügyminiszter laptopját, hogy hozzáférjenek a több milliárd dolláros külföldi számlához. Ollerman ezt a pénzt használná fel a Tröszt nevében készülő világrengető akciójához. Ám kiderül, hogy mindez csupán álca, valójában a pénzügyminiszter ellen készül merénylet, amivel kirobbanthatnak egy háborút. |     |                                                                   |                          |                              |                                    |                  |               |